# Guilty Gear (serie)
Guilty Gear è una serie di videogiochi del genere picchiaduro creata da Arc System Works. l'idea nasce dal creatore e progettista Daisuke Ishiwatari, con l'intento di creare un gioco di combattimenti con qualità da anime dove ogni personaggio abbia uno stile proprio sia in ambito di giocabilità che di combattimento, con l'ambizione di attrarre allo stesso tempo il pubblico degli anime e dei videogiocatori. Ishiwatari si occupa anche delle musiche e del loro arrangiamento.

## Storia
Il primo titolo della serie, Guilty Gear, è stato pubblicato nel 1998 per PlayStation, all'edizione giapponese viene associato il sottotitolo The Missing Link, ulteriori videogiochi della serie sono stati pubblicati per varie piattaforme Arcade, Console, PC.
Guity Gear Isuka viene pubblicato nel 2004, primo gioco della serie che permette di giocare una modalità definita melee fino a quattro giocatori in contemporanea.
Nel 2006 viene pubblicato in esclusiva per PlayStation Portable Guilty Gear: Judgment, gioco a scorrimento laterale in stile Final Fight.
Un primo esperimento di passaggio alla grafica 3D viene fatto in Guilty Gear 2: Overture pubblicato nel 2007 di genere hack and slash, a scorrimento in terza persona dove il giocatore deve difendere la propria base detta Master ghost.
Nel febbraio 2014 viene rilasciato Guilty Gear Xrd, primo gioco della serie 1vs1 che abbandona i disegni in 2D (gli sprite) per abbracciare la fluidità del 3D ma mantenendo sempre la classica giocabilità bidimensionale.
Guilty Gear 20th Anniversary Edition, è un'edizione per N. Switch con intento di celebrare i 20 anni della serie, include l’originale Guilty Gear e la versione di Guilty Gear XX ΛCore Plus R.
Durante l’EVO 2019, Arc System Works ha annunciato lo sviluppo di un nuovo capitolo dal titolo Guilty Gear -Strive- in uscita nel 2020, e rappresenterà una rifondazione della serie, nel trailer musicale d'annuncio del titolo e sui siti ufficiali il titolo appare scritto -STRIVE- con la I e la V in grassetto per formare il numero romano 4, questo per dare un indizio e conferma ai giocatori che questo è il quarto capitolo dalla serie.

## Videogiochi

### Serie principale
- Guilty Gear The Missing Link (1998)
- Guilty Gear X By Your Side (2000)
  - Guilty Gear X Plus
  - Guilty Gear X: Advance Edition
  - Guilty Gear X ver 1.5 (2003)
- Guilty Gear XX The Midnight Carnival (2002)
  - Guilty Gear XX #Reload (2003)
  - Guilty Gear XX Slash (2006)
  - Guilty Gear XX Λ Core (2007)
  - Guilty Gear XX Λ Core Plus (2008)
  - Guilty Gear XX Λ Core Plus R (2012)
- Guilty Gear 2: Overture (2007)
- Guilty Gear Xrd: Sign (2013)
- Guilty Gear Xrd: Revelator (2015)
  - Guilty Gear Xrd: Rev. 2 (2017)
- Guilty Gear -STRIVE- (2021)
  - Guilty Gear -STRIVE 2.00 (2026) in sviluppo[5]

### Altri
- Guilty Gear Petit
- Guilty Gear Petit 2
- Guilty Gear Isuka
- Guilty Gear: Dust Strikers
- Guilty Gear: Judgment

Edizioni per dispositivi mobili:
- Gulty Gear Club
- Guilty Gear Raid of Arms
- Guilty Gear Vastedge XT

### Crossover
Phantasy Star Online 2 In data 25 agosto 2015 SEGA annuncia la collaborazione con Arc Sys. che rende disponibili diversi contenuti estetici di Sol, Kai, Millia, May ed Elphelt, accessori e voci dei personaggi, anche una mimetica distintiva delle armi da GULTY GEAR Xrd.
Dr. Faust’s Otherworldly Adventure è un DLC per il gioco gdr dal titolo MISTOVER, frutto della collaborazione con Krafton, vede Faust aggirarsi per una tetra foresta come boss di fine livello, non mancherà di usare il suo Stimulating Fists of Annihilation. Pubblicato in data 12 marzo 2020.
SAMURAI SHODOWN X GUILTY GEAR Xrd Rev2 è un crossover in collaborazione con SNK che porta la samurai errante Baiken nel videogioco Samurai Shodown. Il DLC annunciato in data 16 agosto, è stato reso disponibile dal 19 agosto 2021.
Tales of the Rays Lost Cradle è un gioco per smartphone in data 25 agosto 2021 è stato annunciato un crossover che ospita anche i lottatori Sol B. e Ramlethal V. e i costumi di altri otto lottatori di GG.
King of Fighters ALLSTAR X GUILTY GEAR Xrd Rev2 è un crossover in collaborazione con Netmarble che porta Baiken, I-No, May, Dizzy, Ramlethal V. e Sol Badguy nel videogioco per dispositivi mobile King of Fighters ALLSTAR. I'aggiornamento annunciato in data 23 novembre 2021, rende i personaggi disponibi all'acquisizione per un tempo limitato.

## Altri media
- Guilty Gear X Lightning the Argent
- Guilty Gear X The Butterfly and Her Gale
- Guilty Gear Begin
- Guilty Gear Xtra
- Guilty Gear Series Story Digest Comics
- Guilty Gear Strive: Dual Rulers

## Personaggi
| Personaggi          | Guilty Gear | Guilty Gear X | Guilty Gear XX | Guilty Gear XX Λ Core Plus R | Guilty Gear Xrd Sign Revelator Rev.2 | Guilty Gear -STRIVE- | Isuka | Judgment |
| ------------------- | ----------- | ------------- | -------------- | ---------------------------- | ------------------------------------ | -------------------- | ----- | -------- |
| A.B.A               |             |               |                | Si                           |                                      | DLC                  | Si    |          |
| Anji Mito           |             | Si            | Si             | Si                           |                                      | Si                   | Si    | Si       |
| Ansect              |             |               |                |                              |                                      |                      |       | Si       |
| Answer              |             |               |                |                              | Rev2                                 |                      |       |          |
| Axl Low             | Si          | Si            | Si             | Si                           | Si                                   | Si                   | Si    | Si       |
| Asuka R. Kreuz      |             |               |                |                              |                                      | DLC                  |       |          |
| Baiken              | Si          | Si            | Si             | Si                           | Rev2                                 | DLC                  | Si    | Si       |
| Bedman              |             |               |                |                              | Si                                   | DLC                  |       |          |
| Bridget             |             |               | Si             | Si                           |                                      | DLC                  | Si    | Si       |
| Chipp Zanuff        | Si          | Si            | Si             | Si                           | Si                                   | Si                   | Si    | Si       |
| Dizzy               |             | Si            | Si             | Si                           | DLC Rev.                             | DLC                  | Si    | Si       |
| Eddie               |             |               | Si             | Si                           | Si                                   |                      | Si    | Si       |
| Elphelt Valentine   |             |               |                |                              | DLC Sign                             | DLC                  |       |          |
| Faust/Dr. Baldhead  | Si          | Si            | Si             | Si                           | Si                                   | Si                   | Si    | Si       |
| Giovanna            |             |               |                |                              |                                      | Si                   |       |          |
| Goldlewis Dicknson  |             |               |                |                              |                                      | DLC                  |       |          |
| Goose               |             |               |                |                              |                                      |                      |       | Si       |
| Happy Chaos         |             |               |                |                              |                                      | DLC                  |       |          |
| I-No                |             |               | Si             | Si                           | Si                                   | Si                   | Si    | Si       |
| Jack-O' Valentine   |             |               |                |                              | Rev.                                 | DLC                  |       |          |
| Jam Kuradoberi      |             | Si            | Si             | Si                           | Rev.                                 |                      | Si    | Si       |
| Johnny              | Si          | Si            | Si             | Si                           | Rev.                                 | DLC                  | Si    | Si       |
| Judgment            |             |               |                | Si                           |                                      |                      |       | Si       |
| Justice             | Si          |               | Si             | Si                           |                                      |                      |       |          |
| Kliff Undersn       | Si          |               | Si             | Si                           |                                      |                      |       |          |
| Kum Haehyun         |             |               |                |                              | DLC Rev.                             |                      |       |          |
| Ky Kiske            | Si          | Si            | Si             | Si                           | Si                                   | Si                   | Si    | Si       |
| Leo Whitefang       |             |               |                |                              | DLC Sign                             | Si                   |       |          |
| Leopaldon           |             |               |                |                              |                                      |                      | Si    | Si       |
| May                 | Si          | Si            | Si             | Si                           | Si                                   | Si                   | Si    | Si       |
| Millia Rage         | Si          | Si            | Si             | Si                           | Si                                   | Si                   | Si    | Si       |
| Nagoriyuki          |             |               |                |                              |                                      | Si                   |       |          |
| Order Sol           |             |               |                | Si                           |                                      |                      |       |          |
| Potemkin            | Si          | Si            | Si             | Si                           | Si                                   | Si                   | Si    | Si       |
| Ra-Ki               |             |               |                |                              |                                      |                      |       | Si       |
| Ramlethal Valentine |             |               |                |                              | Si                                   | Si                   |       |          |
| Raven               |             |               |                |                              | Rev.                                 |                      |       |          |
| Robo-Ky             |             |               | Si             | Si                           |                                      |                      | Si    | Si       |
| S-Lord              |             |               |                |                              |                                      |                      |       | Si       |
| S-Watt              |             |               |                |                              |                                      |                      |       | Si       |
| Sin Kiske           |             |               |                |                              |                                      | DLC                  |       |          |
| Slayer              |             |               | Si             | Si                           | Si                                   | DLC                  | Si    | Si       |
| Sol Badguy          | Si          | Si            | Si             | Si                           | Si                                   | Si                   | Si    | Si       |
| Testament           | Si          | Si            | Si             | Si                           |                                      | DLC                  | Si    | Si       |
| Venom               |             | Si            | Si             | Si                           | Si                                   | DLC                  | Si    | Si       |
| Zako-dan            |             |               |                |                              |                                      |                      | Si    |          |
| Zappa               |             |               | Si             | Si                           |                                      |                      | Si    | Si       |
| Zato-1              | Si          | Si            |                |                              | Si                                   | Si                   |       |          |